# Бакалавр
Бакала́вр — первая, начальная академическая степень или квалификация, присуждаемая лицам, освоившим соответствующие образовательные программы высшего образования. Завершённое высшее образование первого уровня в странах, которые участвуют в Болонском процессе.
Бакалавриа́т — высшее образование, подтверждаемое дипломом бакалавра с присвоением академической степени бакалавра или квалификации бакалавра.
Прикладной бакалавриа́т — специальная методика обучения, стандарт знаний специалиста, при котором студенты высших учебных заведений получают полный набор знаний и навыков, необходимых для того, чтобы сразу, без дополнительных стажировок профсориентированно работать по специальности. Эксперимент по созданию прикладного бакалавриата в образовательных учреждениях Российской Федерации введён Постановлением Правительства Российской Федерации от 19 августа 2009 г. № 667 «О проведении эксперимента по созданию прикладного бакалавриата в образовательных учреждениях среднего профессионального и высшего профессионального образования».

## Этимология
В русском языке слово «бакалавр» известно с XVIII века — впервые оно упоминается в форме «бакалаврей» в 1757 году в «Московских ведомостях». Происходит от средневекового лат. baccalaureus < baccalarius — «бедный или молодой рыцарь, владелец поместья». Латинское слово некоторые филологи (такие как Брюкнер, Младенов, Фасмер) выводили из лат. baccalaureatus — «украшенный лавром», от bacca laurea — «лавровая ветвь». Другие филологи (в частности, Блох и Доза) ставили под сомнение возможность перехода baccalarius в baccalaureus и считали такую трактовку народной этимологией.
Несмотря на большое количество версий происхождения, слово бакалавр в русском языке используется как официальный юридический перевод с английского языка «bachelor’s degree» — степень бакалавра. И в современном русском языке слово бакалавр используется как международная степень о высшем образовании.

## Диплом бакалавра

### В Российской империи
В дореволюционной России применялась учёная степень бакалавр, но она имела другие значения по сравнению с современной степенью высшего образования — бакалавр.
Академическая степень бакалавр в Российской империи была первой учёной степенью. Учёная степень бакалавр присваивалась в Московском университете в XVIII веке по аналогии с европейскими университетами вне уставных законоположений. Звание бакалавра философии Московского университета впервые в 1764 году было дано младшему преподавателю университетской гимназии Ивану Фёдоровичу Яковлеву. В 1779 году была открыта Учительская семинария для подготовки учителей университетской гимназии. Семинария содержалась на средства благотворителей. Переходившим на её содержание студентам университета присваивалось звание бакалавров. В ходе реформ начала XIX века опыт педагогической семинарии был учтён при создании в российских университетах Педагогических институтов. Место бакалавров в Московском университете по Уставу 1804 года заняли казённокоштные кандидаты Педагогического института.

### В Российской Федерации
Диплом бакалавра свидетельствует о наличии у имеющего его лица высшего профессионального образования и является документом, которым подтверждается завершение высшего профессионального образования.
Нормативный срок обучения для получения квалификации (степени) «бакалавр» — не менее чем 4 года. Квалификация присваивается по результатам защиты выпускной работы на заседании Государственной аттестационной комиссии. Степень «бакалавра» в России — это свидетельство о высшем профессиональном образовании. Квалификация бакалавра при поступлении на работу даёт право на занятие должности, для которой квалификационными требованиями предусмотрено высшее профессиональное образование. Диплом бакалавра даёт также право продолжить обучение в магистратуре. Лица со степенью бакалавра после 1 июля 2014 года не могут быть допущены к защите диссертации на соискание учёной степени кандидата наук, согласно постановлению правительства Российской Федерации «О порядке присуждения учёных степеней» и решению министерства образования и науки Российской Федерации.
Подготовка бакалавров в некоторых вузах России началась с 22 августа 1996 г., а после 31 декабря 2010 года квалификации бакалавра и магистра стали основными для выпускников российских высших учебных заведений в соответствии с новыми Федеральными государственными образовательными стандартами.
Однако Болонская система, в рамках которой в России вводился статус бакалавра, вызывала сомнения в своей оптимальности в российских реалиях, усилившиеся из-за политической конфронтации РФ со странами Запада после начала в 2022 году военной спецоперации на Украине. Весной 2024 года стало известно о планах отмены понятия «бакалавриат» (последний набор на бакалаврские программы прошёл в 2024 г.); затем система уровней высшего образования будет изменена. Все обладатели дипломов бакалавра сохранят свои права.

### В Европейском союзе и англоязычных странах

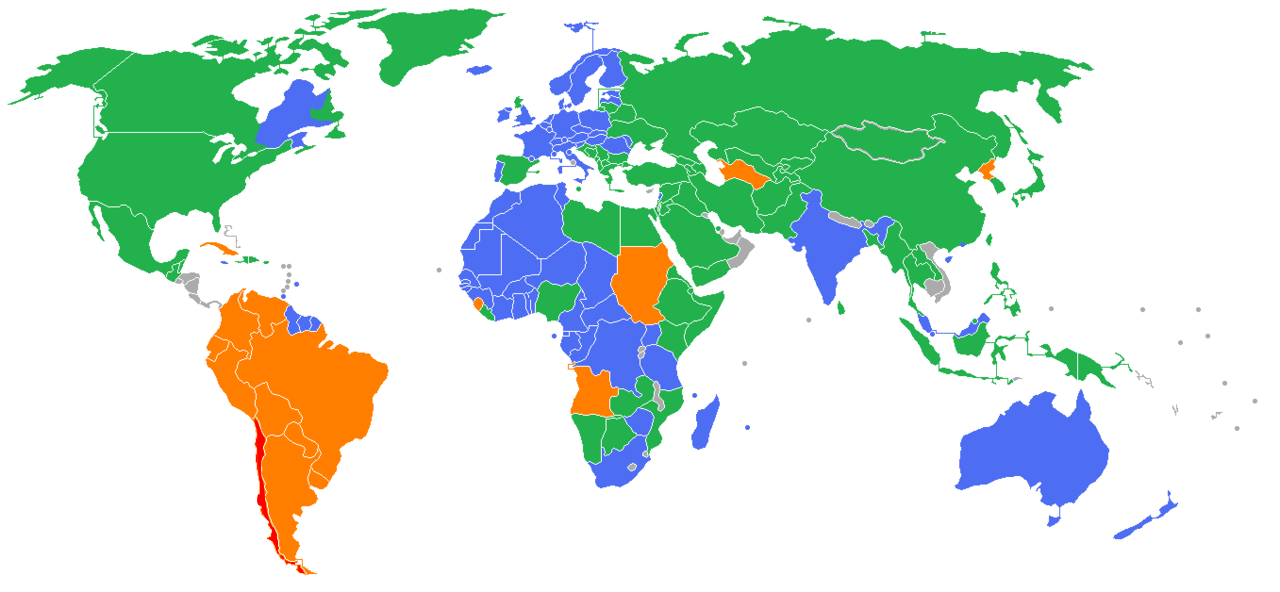
Время обучения для получения диплома бакалавра. Синий — 3 года, Зелёный — 4 года, оранжевый — 5 лет, красный — 6 лет.

В различных странах и по различным направлениям сроки подготовки бакалавров разнятся от 3 до 6 лет. Срок обучения зависит от особенностей школьной и довузовской подготовки в различных странах, а также от сложности получаемой специальности. В Европейском союзе, Канаде и США — 4 года на большинстве специальностей, но на медицинских направлениях подготовки обычно от 5 до 6 лет. После получения степени «бакалавр» выпускник имеет право работать по специальности и занимать должности, требующие высшего образования, а также имеет право продолжить обучение по желанию в магистратуре. Большинство выпускников высших учебных заведений в странах Европейского союза и Северной Америки после бакалавриата не продолжает обучение в магистратуре, потому что бакалавриат является подтверждением полноценного высшего образования. Продолжают обучение в магистратуре чаще студенты, которые планируют заниматься научными исследованиями или педагогической деятельностью в вузе. В Канаде, Ирландии, Великобритании и других странах степень бакалавра подразделяется на Pass Degree (простая степень) и Honours Degree (почётная степень).
Во Франции слово «бакалавриат» (фр. baccalauréat, разг. bac) имеет иное значение — в этой стране оно означает аттестат о среднем образовании. Тем не менее, поскольку Франция участвует в Болонском процессе, в её образовательной системе существует понятие лиценциата (фр. licence), соответствующее бакалавру в других странах. В иноязычных (прежде всего — англоязычных) источниках лицензиат иногда называется «бакалавриатом» (англ. bachelor's degree).

### В Казахстане
Лица, завершившие обучение по профессиональной учебной программе высшего образования с присуждением академической степени «бакалавр», могут занимать должности, для которых квалификационными требованиями предусмотрено наличие высшего образования. Содержание профессиональных учебных программ высшего образования предусматривает изучение цикла общеобразовательных дисциплин, цикла базовых дисциплин, цикла профилирующих дисциплин, а также прохождение профессиональной практики по соответствующим специальностям. Каждый цикл дисциплин состоит из дисциплин обязательного компонента и компонента по выбору. Дисциплины из компонента по выбору обучающегося в каждом цикле должны содержательно дополнять дисциплины обязательного компонента. Университеты вправе на конкурсной основе разрабатывать и внедрять инновационные образовательные программы, содержащие новые качественно усовершенствованные технологии, методы и формы обучения. Срок освоения профессиональных учебных программ высшего образования определяется государственным общеобязательным стандартом высшего образования и должен составлять не менее 4 лет.

### В Грузии
Бакалавр — обладатель той академической степени, которая присуждается лицу в результате освоения им количества кредитов, установленных для первой ступени академической высшей образовательной программы — бакалавриата. Бакалавриат — образовательная программа первой ступени академического высшего образования, предусматривающая изучение теоретических основ соответствующей специальности, необходимых для работы лица по полученной квалификации и дальнейшей учёбы в магистратуре.

### В Азербайджане
Бакалавр — высшая профессионально-квалификационная степень, присваиваемая лицам, закончившим бакалавриат. Бакалавриат — первый уровень высшего образования, осуществляющий подготовку специалистов широкого профиля по соответствующим специальностям. На образовательном уровне бакалавриата готовятся специалисты с высшим образованием широкого профиля по образовательным программам отдельных специальностей на базе полного среднего образования и среднего специального образования. Лицо, завершившее образование в бакалавриате, признаётся лицом с высшим образованием. Выпускникам, закончившим бакалавриат, присваивается высшая профессиональная квалификационная степень «бакалавр». Сфера трудовой деятельности выпускников охватывает все сферы деятельности за исключением научно-исследовательской деятельности и научно-педагогической деятельности в высших образовательных учреждениях. Содержание и порядок организации образования в бакалавриате устанавливаются соответствующим органом исполнительной власти.